# Stanowice (województwo śląskie)
Stanowice (niem. Stanowitz) – wieś w Polsce położona w województwie śląskim, w powiecie rybnickim, w gminie Czerwionka-Leszczyny.
Wieś leży historycznie na Górnym Śląsku.

## Położenie
Stanowice położone są na Płaskowyżu Rybnickim, około 35 km od Katowic. Do centrum Rybnika jest około 12 km. W okolicy znajduje się najwyższa góra Płaskowyżu Rybnickiego – Ramża. Granicę z Czerwionką stanowi rzeka Bierawka.

### Transport i gospodarka
W Stanowicach krzyżują się drogi wojewódzkie: droga wojewódzka nr 925 (Rybnik–Orzesze-Ruda Śląska-Bytom) z drogą wojewódzką nr 924 (Knurów-Żory). W miejscu przecięcia się obydwu dróg, skrzyżowanie zamieniono na rondo, w wyniku wielu śmiertelnych wypadków. W pobliżu – między Stanowicami a Bełkiem – funkcjonuje także zjazd z autostrady A1.
W Stanowicach brak jest linii i stacji kolejowych. Najbliższe znajdują się w Czerwionce i Szczejkowicach. Komunikację publiczną na terenie wsi zapewnia ZTM (linie 194, 694 do Gliwic i Leszczyn) oraz Międzygminny Związek Komunikacyjny (linie: 301 do Rybnika, 302 i 303 do Szczygłowic i Czerwionki, 304 i 305 do Żor).
W miejscowości działały w 2009 roku 173 podmioty gospodarcze (745 na 10 tys. mieszkańców), z czego 132 w usługach, 38 w przemyśle i budownictwie, a 3 w rolnictwie. Wszystkie prócz jednego były podmiotami prywatnymi.

## Nazwa
Niemiecki nauczyciel Heinrich Adamy nazwę miejscowości wywodzi od polskiej nazwy stać. Pochodzi ona prawdopodobnie od staropolskiej nazwy budowli obronnej "stanicy" lub od miejsca postoju. W swoim dziele o nazwach miejscowych na Śląsku wydanym w 1888 roku we Wrocławiu jako najstarszą nazwę miejscowości wymienia Stanowice podając jej znaczenie "Standort, Wohnung" czyli w języku polskim "Miejscowość postoju, mieszkanie". Nazwa wsi została później fonetycznie zgermanizowana na Stanowitz i utraciła swoje pierwotne znaczenie.
W alfabetycznym spisie miejscowości na terenie prowincji śląskiej wydanym w 1830 roku we Wrocławiu przez Johanna Knie wieś występuje pod nazwami Stanowitz oraz Stanowice.

## Historia miejscowości
Stanowice są wzmiankowane ok. 1305 r. w Liber fundationis episcopatus Vratislaviensis (Księdze fundacyjnej biskupstwa wrocławskiego), gdzie znajduje się informacja o treści: Także w Stanowicach dziesięcina biskupia (Item in Stanowitz decima episcopalis). Miejscowość wymieniona jest w szeregu wsi położonych w pobliżu Rybnika, Żor i Wodzisławia.
W 1784 roku Stanowice należały do hrabiego Arco, na terenie wsi znajdował się folwark, gospodarzyło 10 kmieci, 12 zagrodników oraz 4 chałupników. Łącznie mieszkało we wsi 112 osób. Znaczący rozwój wsi dokonał się pod koniec XVIII wieku oraz na początku XIX wieku. Obrazują to statystyki z 1818 roku. Wówczas we wsi już było 19 kmieci, 14 zagrodników oraz 34 chałupników. Łącznie wieś zamieszkiwało aż 453 osób. W 1845 roku na terenie Stanowić było 44 domów, pański zamek i folwark, łącznie 334 mieszkańców w tym 2 ewangelików oraz 3 żydów. We wsi był młyn wodny, cegielnia, hodowla róż herbacianych, wapiennik. Na pańskie zapotrzebowanie kramarz, rzeźnik, karczma oraz hodowla 470 owiec rasy merynos.
Podczas plebiscytu w 1921 roku do głosowania uprawnionych było 227 mieszkańców, a wraz z emigrantami – 240 osób. Zagłosowało 239, z czego za Polską 195 osób, a za Niemcami 44. Nie oddano głosów nieważnych. Z kolei w obszarze dworskim padło 49 głosów za Polską, a 73 za Niemcami. Kościół pod wezwaniem św. Jacka wybudowano w 1949 roku. Do tego czasu mieszkańcy wsi uczęszczali na nabożeństwa do kościoła w Bełku. Obecnie kościół jest w końcowej fazie przebudowy, 23 sierpnia 2011 roku odbyła się jego konsekracja z udziałem arcybiskupa metropolity katowickiego Damiana Zimonia oraz arcybiskupa metropolity lwowskiego Mieczysława Mokrzyckiego.

## Ludność
Liczba ludności Stanowic ciągle rośnie osiągając w 2009 roku 2323 osób, z czego 1113 mężczyzn i 1210 kobiet. W wieku przedprodukcyjnym było 20,2% populacji (469 osób), w wieku produkcyjnym 61,7% (1433 osoby), a w wieku poprodukcyjnym 18,1% (421 osób). Ludność wsi wzrosła o 12,4% w ciągu ostatnich dwudziestu lat (w 1988 roku wynosiła 2067 osób) i o 9,1% w ciągu ostatnich siedmiu lat (w 2002 roku wynosiła 2119 osób).
W spisie powszechnym z 2002 roku odnotowano 791 gospodarstw domowych, z czego 178 było gospodarstwami jednoosobowymi, 229 dwuosobowymi, 170 trzyosobowymi, 136 czteroosobowymi, a 78 gospodarstw domowych liczyło pięć i więcej osób. W wieku produkcyjnym (18-65 lat) było 1309 osób, z czego 676 pracowało, 103 było bezrobotnych, a 455 pozostawało biernych zawodowo (osoby uczące się, gospodynie domowe, renciści i wcześniejsi emeryci, pozostający na utrzymaniu innych). Wykształceniem wyższym legitymowało się 122 osób, średnim 523 osoby, zasadniczym zawodowym 667 osób, a podstawowym 447 osoby.
Ludność Stanowic zamieszkiwała w 490 budynkach, z czego 488 posiadało dostęp do wodociągu, 481 do kanalizacji, a w 452 działało centralne ogrzewanie. W budynkach tych znajdowało się 625 mieszkań (295 mieszkań na 1000 osób). Powierzchnia użytkowa mieszkań wynosiła 58 058,0 metrów kwadratowych, to jest 92,9 metra na mieszkanie bądź 27,4 metra na jednego mieszkańca. W 2008 roku w Stanowicach oddano do użytku 15 mieszkań, w 2009 – 10, w 2010 – 3. Wszystkie mieszkania były mieszkaniami indywidualnymi, to jest domami jednorodzinnymi.

## Sport i rekreacja
Od 1946 roku w miejscowości istnieje Ludowy Klub Sportowy Ruch Stanowice, który w 2010 roku zrzeszał 51 członków zatrudniając dwóch trenerów. 43 z nich było piłkarzami, z czego 18 było poniżej osiemnastego roku życia.

## Szlaki turystyczne
Przez Stanowice prowadzi Szlak Historii Górnictwa Górnośląskiego  z Rybnika, przez Orzesze do Katowic i dalej do Łubianek (długość 99,5 km). Odcinek ze Stanowic do Orzesza obfituje w miejsca widokowe oraz zabytki architektury w Bełku i Orzesza.

## Edukacja
W Stanowicach znajduje się szkoła podstawowa z oddziałem przedszkolnym. Do szkoły podstawowej uczęszczało w 2009 roku 132 uczniów. W 2009 roku szkołę podstawową opuściło 22 absolwentów. Do przedszkola w Stanowicach uczęszcza 25 dzieci, z czego 12 jest sześciolatkami (dane na rok 2009).
We wsi znajduje się filia miejskiej biblioteki publicznej dysponująca 7934 pozycjami.

## Religia
- Parafia św. Jacka w Stanowicach
- Sala Królestwa Świadków Jehowy (zbór Czerwionka-Leszczyny)[8]

## Przyroda

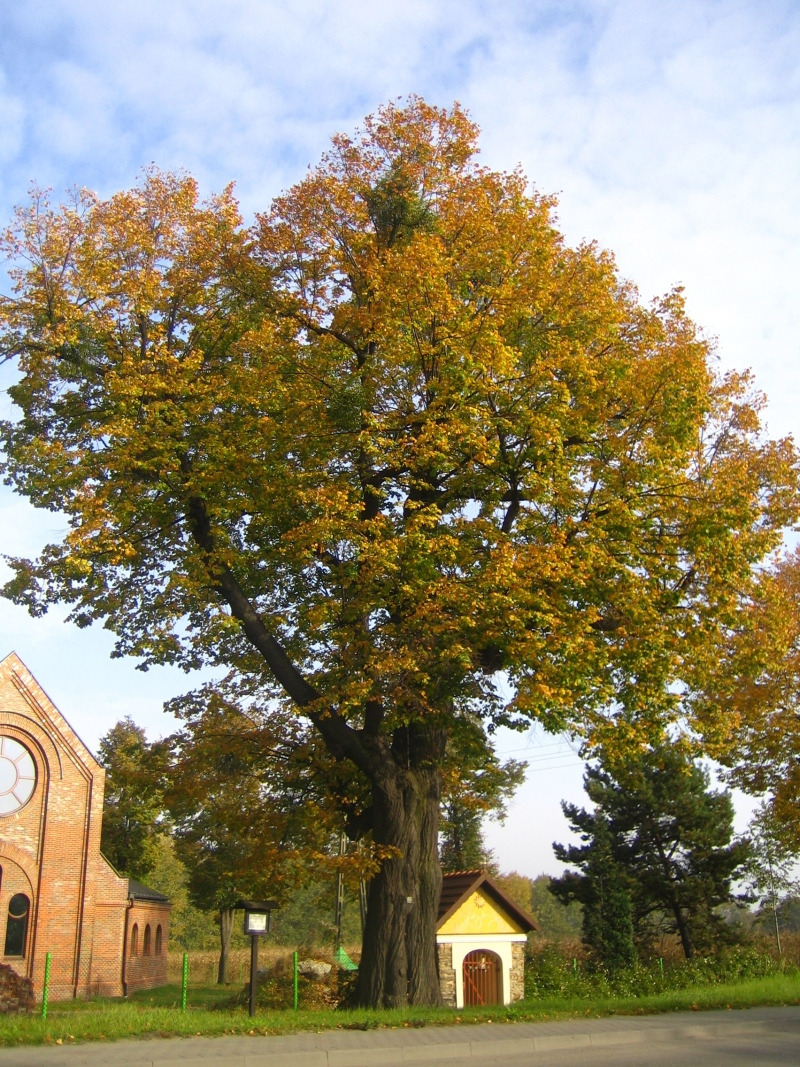
Lipa przy kapliczce Św. Jana Nepomoucena

W przysiółku Podgrabina oraz w dawnym dworze znajdują się gniazda bociana białego. Stanowice należą do nielicznych w regionie miejscowości, gdzie regularnie co roku przystępują do lęgu dwie bocianie pary.
Obok zabytkowej kapliczki św. Jana Nepomucena (w pobliżu kościoła) rośnie stara lipa drobnolistna o obwodzie 490 cm i wysokości 18 m., drzewo to jest pomnikiem przyrody od 1958 r. Przy ul. Leśnej w przysiółku Podlesie rośnie dąb szypułkowy o obwodzie 375 cm i wysokości 18 m., drzewo to od 1998 r. jest pomnikiem przyrody. Przy polnej drodze w pobliżu przysiółka Podgrabina leży głaz narzutowy o obwodzie 370 cm, częściowo zagłębiony w ziemi.